# Hato Mayor del Rey
Hato Mayor del Rey (eller Hato Mayor kort och gott) är en kommun i östra Dominikanska republiken, och är den administrativa huvudorten för provinsen Hato Mayor. Kommunen har cirka 62 000 invånare.